# ميثوني (ميسينيا)
ميثوني (Μεθώνη) هي مدينة في ميسينيا في مقاطعة كينتريكي إلادا في اليونان.